# サトノシャイニング
サトノシャイニング（欧字名:Satono Shining、2022年2月4日 - ）は、日本の競走馬。主な勝ち鞍は2025年のきさらぎ賞。
馬名の意味は冠名+光を放つ。

## 経歴

### 2歳（2024年）
9月22日中京芝2000mの2歳新馬で松山弘平を鞍上に迎え2番人気で出走。道中好位の3番手追走から直線でしぶとく抜け出すと最後は外から追い込んだミラージュナイトの追撃を1馬身半差で振り切りデビュー戦を飾る。
11月16日の東京スポーツ杯2歳ステークスではまずまずのスタートからハナを主張し、道中軽快に逃げると最後の直線ではクロワデュノールにかわされるも2着に粘った。

### 3歳（2025年）
3歳初戦となった2月9日のきさらぎ賞では西村淳也との新コンビで1番人気で出走。道中は中団で待機し、直線で外から抜け出すと最後はリンクスティップに3馬身差をつけ快勝、重賞初制覇を果たした。

## 競走成績
以下の内容は、netkeiba.comおよびJBISサーチに基づく。
| 競走日     | 競馬場 | 競走名       | 格   | 距離（馬場）  | 頭 数 | 枠 番 | 馬 番 | オッズ （人気） | 着順 | タイム （上り3F） | 着差 | 騎手      | 斤量 [kg] | 1着馬（2着馬）       | 馬体重 [kg] |
| ---------- | ------ | ------------ | ---- | ------------- | ----- | ----- | ----- | --------------- | ---- | ----------------- | ---- | --------- | --------- | -------------------- | ----------- |
| 2024.09.22 | 中京   | 2歳新馬      |      | 芝2000m（良） | 11    | 6     | 6     | 003.60（2人）   | 01着 | R2:04.3（33.7）   | -0.3 | 0松山弘平 | 55        | （ミラージュナイト） | 490         |
| 0000.11.16 | 東京   | 東スポ杯2歳S | GII  | 芝1800m（良） | 9     | 8     | 9     | 005.70（3人）   | 02着 | R1:46.9（33.5）   | -0.1 | 0松山弘平 | 56        | クロワデュノール     | 492         |
| 2025.02.09 | 京都   | きさらぎ賞   | GIII | 芝1800m（稍） | 10    | 8     | 10    | 002.70（1人）   | 01着 | R1:47.0（35.1）   | -0.5 | 0西村淳也 | 57        | （リンクスティップ） | 492         |
| 0000.04.20 | 中山   | 皐月賞       | GI   | 芝2000m（良） | 18    | 8     | 16    | 008.60（2人）   | 05着 | R1:57.4（34.5）   | -0.4 | 0西村淳也 | 57        | ミュージアムマイル   | 496         |
| 0000.06.01 | 東京   | 東京優駿     | GI   | 芝2400m（良） | 18    | 8     | 18    | 012.30（5人）   | 04着 | R2:24.1（34.7）   | -0.4 | 0武豊     | 57        | クロワデュノール     | 496         |

- 競走成績は2025年6月1日現在

## 血統表
| サトノシャイニングの血統           | サトノシャイニングの血統           | サトノシャイニングの血統          | （血統表の出典）                  | （血統表の出典） |
| 父系                               | サンデーサイレンス系               | サンデーサイレンス系              | サンデーサイレンス系              | [ § 2 ]          |
| 父 キズナ 2010 青鹿毛              | 父の父ディープインパクト 2002 鹿毛 | *サンデーサイレンス               | Halo                              | Halo             |
| 父 キズナ 2010 青鹿毛              | 父の父ディープインパクト 2002 鹿毛 | *サンデーサイレンス               | Wishing Well                      |                  |
| 父 キズナ 2010 青鹿毛              | 父の父ディープインパクト 2002 鹿毛 | *ウインドインハーヘア             | Alzao                             | Alzao            |
| 父 キズナ 2010 青鹿毛              | 父の父ディープインパクト 2002 鹿毛 | *ウインドインハーヘア             | Burghclere                        |                  |
| 父 キズナ 2010 青鹿毛              | 父の母*キャットクイル 1990 鹿毛    | Storm Cat                         | Storm Bird                        | Storm Bird       |
| 父 キズナ 2010 青鹿毛              | 父の母*キャットクイル 1990 鹿毛    | Storm Cat                         | Terlingua                         |                  |
| 父 キズナ 2010 青鹿毛              | 父の母*キャットクイル 1990 鹿毛    | Pacific Princess                  | Damascus                          | Damascus         |
| 父 キズナ 2010 青鹿毛              | 父の母*キャットクイル 1990 鹿毛    | Pacific Princess                  | Fiji                              |                  |
| 母 *スウィーティーガール 2012 鹿毛 | 母の父Star Dabbler 2003 鹿毛       | Saint Ballado                     | Halo                              | Halo             |
| 母 *スウィーティーガール 2012 鹿毛 | 母の父Star Dabbler 2003 鹿毛       | Saint Ballado                     | Ballade                           |                  |
| 母 *スウィーティーガール 2012 鹿毛 | 母の父Star Dabbler 2003 鹿毛       | Meadow Silk                       | Meadowlake                        | Meadowlake       |
| 母 *スウィーティーガール 2012 鹿毛 | 母の父Star Dabbler 2003 鹿毛       | Meadow Silk                       | Silken Doll                       |                  |
| 母 *スウィーティーガール 2012 鹿毛 | 母の母Santiaga 2002 鹿毛           | Deputy Commander                  | Deputy Minister                   | Deputy Minister  |
| 母 *スウィーティーガール 2012 鹿毛 | 母の母Santiaga 2002 鹿毛           | Deputy Commander                  | Anka Germania                     |                  |
| 母 *スウィーティーガール 2012 鹿毛 | 母の母Santiaga 2002 鹿毛           | Santiago Blue                     | Relaunch                          | Relaunch         |
| 母 *スウィーティーガール 2012 鹿毛 | 母の母Santiaga 2002 鹿毛           | Santiago Blue                     | Balenciaga                        |                  |
| 母系(F-No.)                        | スウィーティーガール(ARG)(FN:9-f)  | スウィーティーガール(ARG)(FN:9-f) | スウィーティーガール(ARG)(FN:9-f) | [ § 3 ]          |
| 5代内の近親交配                    | Halo：S4×M4                        | Halo：S4×M4                       | Halo：S4×M4                       | [ § 4 ]          |
| 出典                               | 1. 2. 3. 4.                        | 1. 2. 3. 4.                       | 1. 2. 3. 4.                       | 1. 2. 3. 4.      |

- 5代母Sacahuistaは1987年BCディスタフ勝ち馬。その産駒（4代母Balenciagaの半弟）に2003年イタリアジョッキークラブ大賞勝ち馬で、日本のステイゴールドと2001年の香港ヴァーズで対戦したことでも知られるEkraarがいる。
- そのほかの近親はアフェクション_(競走馬)#ブアタイ牝系を参照。